# 加拿大勋章
加拿大勳章（英語：Order of Canada），是加拿大榮譽制度中僅次於功績勳章（英語：Order of Merit）的榮譽，也是授予平民的最高榮譽勳章。加拿大勳章設立於1967年加拿大聯邦百週年，共有三級。勳章授予在各領域以其畢生貢獻深刻影響了加拿大的國民，以表彰他們的傑出功績或服務；也授予通過行動讓世界變得更美好的非加拿大人。加拿大勳章的授勳者詮釋了勳章的格言「期望有個更好的國家」（取自《希伯來書》11:16）。
加拿大君主（現為查理三世）是加拿大勳章的授勳君主。加拿大總督則作為加拿大君主的代表及勳章的首席同伴管理授勳。諮詢委員會挑選出加拿大勳章的受獎人，並由總督正式授予之。截至2023年1月，已有8216人被授予加拿大勳章，其中包括音樂家、政治家、藝術家、運動家、企業家、電視及電影明星、慈善家等。

## 外部連結及相關影片
- 加拿大勳章成員列表（页面存档备份，存于）
- 總督的加拿大勳章網站（页面存档备份，存于）
- 加拿大勳章的制定
- 加拿大廣播公司：首次宣布加拿大勳章得獎者（页面存档备份，存于）
- 加拿大廣播公司：「期望有個更好的國家」（页面存档备份，存于）
- 加拿大廣播公司：馬塞森接受加拿大勳章表揚（页面存档备份，存于）
- Citizen Voices:加拿大勳章100周年授獎儀式
- Medals.org:加拿大勳章（页面存档备份，存于）